# Droit au retour
Le droit au retour est un principe de droit international qui garantit que chacun peut revenir à son gré dans son pays d'origine ou dans le pays dont il a la nationalité. Le droit au retour fait partie des droits de l'homme au titre de la liberté de circulation et il est aussi lié aux droits relatifs à la nationalité. Même si de nombreux États accordent à leurs ressortissants le droit d'entrée sans passer par les procédures d'immigration, le droit au retour ne concerne pas uniquement la nationalité dans son sens formel. En effet, le droit au retour permet aux personnes apatrides et à celles qui sont nées hors du pays de revenir sur le sol national, tant qu'elles ont conservé un « lien sincère et continu » avec le pays,.
Ce droit figure dans divers traités et conventions modernes, notamment dans la Déclaration universelle des droits de l'homme de 1948, dans le Pacte international relatif aux droits civils et politiques de 1966 et dans la Quatrième convention de Genève de 1948. Les experts en droits soutiennent que plusieurs de ces instruments des droits humains relèvent désormais du droit international coutumier et qu'ils s'imposent donc même aux pays qui n'en sont pas signataires,.
Le droit au retour est souvent invoqué par les représentants des réfugiés pour affirmer leur droit à revenir dans un pays qu'ils ont quitté malgré eux.